# 노예리
노예리는 대한민국의 텔레비전 드라마 작가이다. 

## 드라마
- 2024년 MBC 2부작 금토 미니시리즈 《나는 돈가스가 싫어요》 ... 집필